# Лам, Цит Юань
Цит Юань Лам (англ. Tsit-Yuen Lam, иер. 林節玄, кант.-рус. Лам Читъюнь, кит.-рус. Линь Цзесюань, род. 6 февраля 1942 года) — китайско-американский математик, специализирующийся в области алгебры, а именно, теории колец и квадратичных форм.

## Академическая карьера
Лам получил степень бакалавра в Гонконгском университете в 1963 году, а степень Ph.D. — в Колумбийском университете в 1967 году, под руководством Хаймана Басса. Его диссертация была озаглавлена On Grothendieck Groups. В течение одного года он работал инструктором в Чикагском университете, а затем перешёл в Калифорнийский университет, в 1976 году получив должность профессора. В 1995—1997 годах он был заместителем директора MSRI.

## Награды и премии
В 1972—1974 годах Лам был получателем стипендии Слоана, а в 1981—1982 годах — стипендии Гуггенхейма. В 1982 году он был награждён премией Стила за его книгу Algebraic theory of quadratic forms, а также за его статьи.
С 2012 года он является действительным членом Американского математического общества.

## Избранные публикации
- Lam T.Y. Serre's Conjecture. — Springer Science+Business Media, 1978. — Vol. 635. — 227 p. — (Lecture notes in mathematics). — ISBN 0387086579.
- Lam T.Y. Serre's Problem on Projective Modules. — Springer Science+Business Media, 2006. — 401 p. — (Springer Monographs in Mathematics). — ISBN 3540233172.
- Lam T.Y. Algebraic Theory of Quadratic Forms. — 2-е. — Addison-Wesley, 1980. — ISBN 0805356665.
- Lam T.Y. A First Course in Noncommutative Rings. — иллюстрированное, исправленное. — Springer Science+Business Media, 2001. — Vol. 131. — 385 p. — (Graduate texts in mathematics). — ISBN 0387953256.
- Lam T.Y. Lectures on Modules and Rings. — иллюстрированное. — Springer Science+Business Media, 1999. — Vol. 189. — 557 p. — (Graduate texts in mathematics). — ISBN 0387984283.
- Lam T.Y. Orderings, Valuations, and Quadratic Forms. — Американское математическое общество, 1983. — Vol. 52. — 143 p. — (Conference Board of the Mathematical Sciences regional conference series in mathematics). — ISBN 0821888978.
- Lam T.Y. Exercises in Classical Ring Theory. — иллюстрированное. — Springer Science+Business Media, 2003. — 359 p. — (Problem Books in Mathematics). — ISBN 0387005005.
- Lam T.Y. Representations of Finite Groups: A Hundred Years, Part I (англ.) // Notices of the American Mathematical Society. — 1998. — Vol. 45, no. 3. — P. 361-372.
- Lam T.Y. Representations of Finite Groups: A Hundred Years, Part II (англ.) // Notices of the American Mathematical Society. — 1998. — Vol. 45, no. 4. — P. 465-474.